# Estação Bellas Artes (Metrô de Santiago)
A Estação Bellas Artes é uma das estações do Metrô de Santiago, situada em Santiago, entre a Estação Plaza de Armas e a Estação Baquedano. Faz parte da Linha 5.
Foi inaugurada em 02 de março de 2000. Localiza-se no cruzamento da Rua Mosqueto com a Rua Monjitas. Atende a comuna de Santiago.